# Música del Marroc

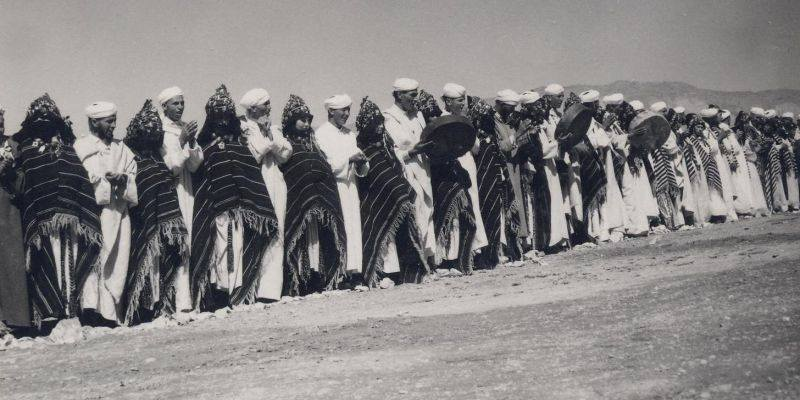
Ahidus el 2002.

La música del Marroc es caracteritza per la seva gran diversitat musical. El Marroc està habitat principalment per àrabs, juntament amb els amazics i altres minories. La seva música és predominantment àrab, però les influències andaluses i d'altres importacions van tenir un efecte important en el caràcter musical del país. Les bandes chaabi influenciades pel rock són dominants, com la música trance amb orígens històrics en la música musulmana. La música tradicional marroquina és una part important de la vida quotidiana present en els naixements, casaments, funerals, reunions religioses i festivals.